# Ovacık (Silifke)

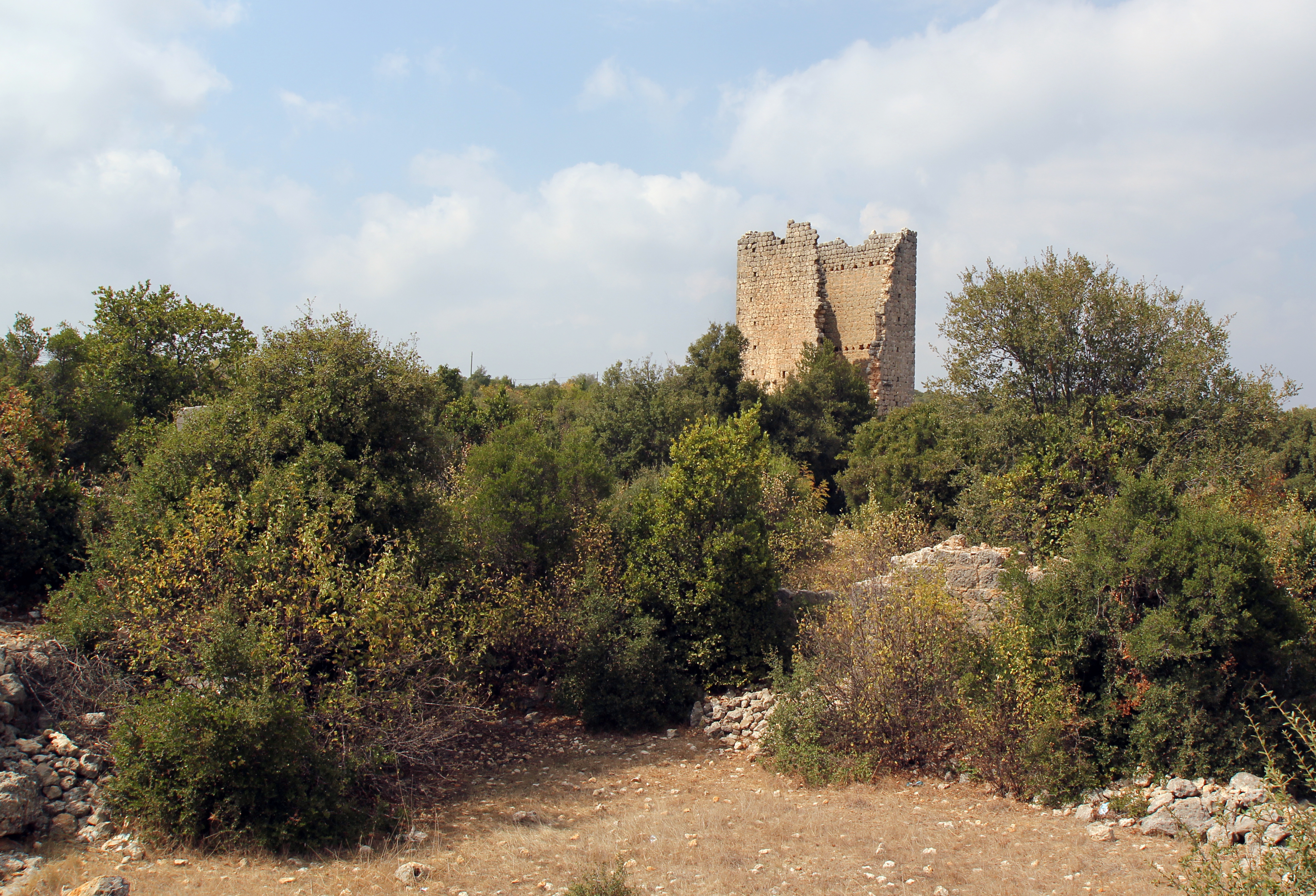
Turm und Tor eines römischen Gehöfts im Ortsteil Gökburç

Ovacık ist ein Dorf im Landkreis Silifke der türkischen Provinz Mersin. Der Ort liegt etwa 15 Kilometer nördlich von Silifke und 65 Kilometer südwestlich der Provinzhauptstadt Mersin. Seit einer Gebietsreform 2014 ist der Ort kein Dorf mehr, sondern ein Ortsteil der Kreisstadt Silifke.
Ovacık liegt im bergigen Hinterland von Silifke, am Treffpunkt zweier Wege, die von Narlıkuyu und von Atakent nach Uzuncaburç führen, etwa zwölf Kilometer vom Mittelmeer entfernt. Im Zentrum des Ortes, neben Moschee und Schule, steht ein antiker Turm, genannt Hançerli, über dessen Tür vier olbische Zeichen zu sehen sind. Im einen Kilometer östlich des Dorfkerns liegenden Ortsteil Gökburç sind Reste einer späthellenistisch-kaiserzeitlichen Siedlung sowie eines Gutshofs (Villa rustica) zu sehen. In dem Weiler Sarıveliler etwa 2,5 Kilometer nordwestlich finden sich zwei Felsreliefs und ein Säulenaltar.